# HD 21693
HD 21693 — звезда в созвездии Сетки. Находится на расстоянии около 105 световых лет от Солнца. Вокруг звезды обращаются, как минимум, две планеты.

## Характеристики
HD 21693 представляет собой звезду 7,95 видимой звёздной величины, которая не видна невооружённым глазом. Впервые упоминается в каталоге Генри Дрейпера, составленном в начале XX века. Это жёлтый карлик главной последовательности, имеющий массу и радиус, равные 80 % и 90 % солнечных соответственно. Температура поверхности звезды составляет около 5430 кельвинов.

## Планетная система
В 2011 году группой астрономов, работающих со спектрографом HARPS, было объявленооб открытии двух планет HD 21693 b и HD 21693 c в системе. В 2017 году было подтверждено их существование а также уточнены их физические характеристики. Планеты представляют собой газовые гиганты с массами, сравнимыми с массой Нептуна. Они обращаются близко к родительской звезде и совершают полный оборот за 22 и 53 суток соответственно.